# Diepholz
Diepholz é uma cidade da Alemanha localizada no distrito de Diepholz, estado de Baixa Saxônia.